# Gregorijanska reforma
Gregorijanska reforma je vrsta reformnih ukrepov, ki jih je začel papež Gregor VII. in njegov krog, zbran v papeški kuriji, okrog 1050-1080, ki so zadevali neodvisnost duhovnikov in obnovo njihove moralne integritete. 
Kljub temu, da je cerkev reforme predstavljala kot obnovo, gre v resnici za pravo revolucijo. Pravice, ki jih je papež zahteval zase, je zbral v buli Dictatus papae iz leta 1075, drugi pomemben reformni dokument pa je bula Libertas ecclesiae. Glavni poudarki reforme so bile uredbe glede papeških volitev iz leta 1059, uredbe glede simonije, to je kupovanja cerkvenih služb, potrditev pa so dosegle z veličastno zmago cerkve med investiturnimi boji. V čas reform spada tudi kanonizacija cerkvenega prava. Najpomebnejši predstavnik reform je bil papež Gregor VII.. 
Reforme so temeljile na prepričanju, da je Cerkev ustanovil Bog ter ji zaupal nalogo, naj združi vse človeštvo v skupnost, ki ji bo vladala božja volja. Ker je  Cerkev božja ustanova, naj bi imela oblast nad vsemi drugimi ustanovami, zlasti pa nad državo. Po tem prepričanju je papež vrhovni oblastnik na zemlji, ki je podrejen samo Bogu. Vsaka neposlušnost papežu naj bi predstavljala tudi neposlušnost Bogu. Zahteva reform je bila tudi podreditev dotlej v veliki meri neodvisnih škofov centralni papeževi oblasti v Rimu. Le-to je bilo doseženo z velikimi napori ob hudemu odporu škofov. Papež se je razglasil za absolutnega poglavarja Cerkve, ki ga nima nihče pravice obsoditi, prav tako pa se je razglasil tudi za nezmotljivega. 
Središče Gregorijanske reforme je bila benediktinska opatija Cluny v Franciji. Zato imenujemo to reformo tudi Klinijska reforma ali Klinijska obnova, samo gibanje pa Klinijsko gibanje. 
Posledica reform je tudi uvedba celibata (prepoved poročanja duhovnikov) in ukrepi proti simoniji. Uvedba celibata je tesno povezana z discipliniranjem škofov in duhovnikov, ter njihovi podreditvi rimskemu papežu. Pomemben vzrok za uvedbo celibata je bil tudi finančni.  Vsi ti ukrepi so izzvali široko nasprotovanje, vendar pa je bila zahteva, da ima papež oblast na cesarjem povod za najhujši spor v zgodnjem srednjem veku, to je spor za investituro med papežem Gregorjem VII. in cesarjem Henrikom IV. Druga posledica te zahteve je bila dokončna delitev krščanstva na zahodno - rimskokatoliško in vzhodno - pravoslavno, saj se vzhodni kristjani niso bili pripravljeni odreči svoji neodvisnosti. Tej ločitvi pravimo shizma.